# گوش‌بستر
بنابر شاهنامه فردوسی زمانی که اسکندر در میانه کشیدن سپاه سوی بابل لشکریان اسکندر خبر دیدن مردی شگفت‌انگیز را به او می‌دهند. اسکندر او را می‌بیند. آن مرد خود را به اسکندر گوش‌بستر معرفی می‌کند. در شاهنامه فردوسی خصوصیات او چنین آمده است:
| سوی ژرف دریا همی راندند     |  | جهان‌آفرین را همی خواندند     |
| دد و دام بد هر سوی بی‌شمار   |  | سپه را نبد خوردنی جز شکار    |
| پدید آمد از دور مردی سترگ   |  | پر از موی با گوشهای بزرگ     |
| تنش زیر موی اندرون همچو نیل |  | دو گوشش به کردار دو گوش پیل  |
| چو دیدند گردنکشان زان نشان  |  | ببردند پیش سکندر کشان        |
| سکندر نگه کرد زو خیره ماند  |  | بروبر همی نام یزدان بخواند   |
| چه مردی بدو گفت نام تو چیست |  | ز دریا چه یابی و کام تو چیست |
| بدو گفت شاها مرا باب و مام  |  | همان گوش‌بستر نهادند نام      |

اسکندر از گوش‌بستر می‌پرسد، آن‌چه در میان آب است و بلندی آن به خورشید می‌رسد چیست؟ او جواب می‌دهد که شهری است،و خصوصیات شهر را می‌گوید. اسکندر او را به آن شهر می‌فرستد. و گوش‌بستر با عده‌ای از بزرگان شهر به دیدار اسکندر می‌آیند:
| سکندر بدان گوش‌ور گفت رو  |  | بیاور کسی تا چه بینیم نو   |
| بشد گوش‌بستر هم اندر زمان |  | ازان شارستان برد مردم دمان |
| گذشتند بر آب هشتاد مرد   |  | خرد یافته مردم سالخورد     |